# 台北慈惠堂
台北慈惠堂位於台灣台北市北投區吉利街之仿古廟宇建築，為主祀瑤池金母之道教廟宇。該堂建於1959年。另外，該廟宇的組織型態為管理人制，祭典日期則是每年農曆之七月十八。